# اندیس کندرود
کندرود یک اندیس غیرفلزی است که در حوالی شهر تفرش استان قم قرار دارد و مادهٔ معدنی موجود در آن، باریت است.سنگ میزبان این اندیس آندزیت، توف است و دیرینگی آن به دوران ائوبالایی می‌رسد. 